# DGC Rarities Volume 1
DGC Rarities Vol. 1 es el nombre de un álbum recopilatorio de rarezas lanzado por la discográfica DGC Records en 1994. Las canciones en este álbum son todos lados B, demos, covers y otras rarezas. A pesar del título, no hay ningunos otros volúmenes.

## Lista de canciones
Edición americana
1. Teenage Fanclub, "Mad Dog 20/20" – 2:40
2. Nirvana, "Pay to Play" – 3:28
3. Weezer, "Jamie" – 4:19
4. Cell, "Never Too High" – 5:19
5. Hole, "Beautiful Son" – 2:28
6. Beck, "Bogusflow" – 3:11
7. Sonic Youth, "Compilation Blues" – 3:00
8. that dog., "Grunge Couple" – 3:53
9. Counting Crows, "Einstein on the Beach (For an Eggman)" – 3:53
10. The Posies, "Open Every Window" – 3:14
11. Sloan, "Stove/Smother" – 4:44
12. St. Johnny, "Wild Goose Chasing" – 3:01
13. Murray Attaway, "Allegory" – 4:32
14. The Sundays, "Don't Tell Your Mother" – 2:36

Edición británica
1. Urge Overkill, "Dropout" – 4:27
2. Nirvana, "Pay to Play" – 3:28
3. Weezer, "Jamie" – 4:19
4. Sonic Youth, "Compilation Blues" – 3:00
5. Beck, "Bogusflow" – 3:11
6. that dog., "Grunge Couple" – 3:53
7. Counting Crows, "Einstein on the Beach (For an Eggman)" – 3:53
8. Maria McKee, "Plague" – 3:44
9. The Posies, "Open Every Window" – 3:14
10. Sloan, "Stove/Smother" – 4:44
11. St. Johnny, "Wild Goose Chasing" – 3:01
12. Murray Attaway, "Allegory" – 4:32